# De twaalf apostelen van de SDAP
De twaalf apostelen van de SDAP waren de oprichters van de Sociaal-Democratische Arbeiderspartij (SDAP). De benaming is een verwijzing naar de twaalf Bijbelse apostelen.
De SDAP was een Nederlandse politieke partij van voor, tijdens en vlak na de Tweede Wereldoorlog. De SDAP werd op 26 augustus 1894 opgericht in het lokaal Atlas aan de Ossenmarkt 9 te Zwolle als alternatief voor de Sociaal-Democratische Bond (SDB) van Domela Nieuwenhuis. 
De twaalf apostelen waren:
1. Levie Cohen
2. Jan Antoon Fortuijn
3. Adriaan Gerhard
4. Frank van der Goes
5. Willem Helsdingen
6. Henri Hubert van Kol
7. Henri Polak
8. Jan Schaper
9. Hendrik Spiekman
10. Pieter Jelles Troelstra
11. Helmig Jan van der Vegt
12. Willem Vliegen